# Риашан-ду-Посу
Риашан-ду-Посу (порт. Riachão do Poço) — муниципалитет в Бразилии, входит в штат Параиба. Составная часть мезорегиона Зона-да-Мата-Параибана. Входит в экономико-статистический микрорегион Сапе. Население составляет 4481 человек на 2016 год. Занимает площадь 39,905 км². Плотность населения — 104,35 чел./км².

## Статистика
- Валовой внутренний продукт на 2014 год составляет 34 103,00 реалов (данные: Бразильский институт географии и статистики)[1].
- Валовой внутренний продукт на душу населения на 2014 год составляет 7748,85 реалов (данные: Бразильский институт географии и статистики)[1].
- Индекс человеческого развития на 2010 год составляет 0,555 (данные: Программа развития ООН)[2].